# Station Rødekro
Station Rødekro is een station in Rødekro in de Deense gemeente Aabenraa. Het station ligt aan de lijn Fredericia - Padborg. In het verleden waren er zijlijnen naar Aabenraa en Bredebro.